# Кислова, Алёна Александровна
Алёна Александровна Кислова (30 августа 1995, Кисловодск, Ставропольский край) — российская футболистка, полузащитница.

## Биография
Начинала играть на позиции вратаря, но со временем перешла в полузащиту. Первый тренер — Юрий Кадыков. В юношеском возрасте выступала за младшие команды «Россиянки», в том числе за УОР (Серебряные Пруды) в первом дивизионе, а также за молодёжный состав «Зоркого». Победительница летней Спартакиады молодёжи России 2014 года в составе сборной Московской области.
В 2016 году присоединилась к вновь образованному клубу ЦСКА. Дебютный матч в высшем дивизионе сыграла 29 апреля 2016 года против «Чертаново». Всего за сезон приняла участие в 6 матчах высшей лиги.
В 2017 году выступала за клуб «Спарта-Свиблово» (Москва), с которым стала победительницей первого дивизиона России, в 2019 году провела один матч в чемпионате Московской области за клуб Аэлита" (Королёв). В дальнейшем не выступала в соревнованиях высокого уровня в большом футболе.
Принимала участие в студенческих соревнованиях по футболу и мини-футболу за команду ИТиГ (филиал РГУТиС). В составе «Спарты» сыграла один матч в чемпионате России по пляжному футболу.
Вызывалась в юношескую сборную России по большому футболу, но не провела ни одного официального матча.